# Lijst van burgemeesters van Hengelo (Gelderland)
Dit is een lijst van burgemeesters van de voormalige Nederlandse gemeente Hengelo in de provincie Gelderland. 

Na een gemeentelijke herindeling fuseerde de gemeente Hengelo met de buurgemeenten Hummelo en Keppel, Steenderen, Vorden en Zelhem per 1 januari 2005 tot de gemeente Bronckhorst.
| Ambtsperiode | Naam burgemeester                                             | Partij of stroming | Bijzonderheden                                            |
| ------------ | ------------------------------------------------------------- | ------------------ | --------------------------------------------------------- |
| 1811 - 1817  | mr. Ambrosius Steenlack                                       |                    | 1811-1813 onder de titel maire                            |
| 1818 - 1839  | Borchard Frederik Lodewijk baron van Westerholt               |                    | 1818-1825 onder de titel schout                           |
| 1840 - 1841  | Louis Henri François Mossel (*1807 Amsterdam - +1873 Hengelo) |                    | werd burgemeester van Elst (Gld.)                         |
| 1841 - 1852  | mr. Wilt Adriaan Wilbrenninck                                 |                    |                                                           |
| 1852 - 1873  | Louis Henri François Mossel                                   |                    | was burgemeester van Elst (Gld.)                          |
| 1873 - 1901  | Pieter Christiaan Willem Mossel                               |                    | zoon van L.H.F. Mossel                                    |
| 1901 - 1909  | Martinus Antonie Meijjes                                      |                    |                                                           |
| 1909 - 1913  | Johannes Knottenbelt                                          |                    | werd burgemeester van Rijssen                             |
| 1913 - 1936  | jhr. Adrianus Reijnst                                         |                    |                                                           |
| 1937 - 1956  | François van Hoogstraten (1891-1979)                          | CHU                | was burgemeester van Zuilichem                            |
| 1944 - 1945  | J. Visser                                                     | NSB                |                                                           |
| 1945 - 1945  | Alphons (A.) Bouwman                                          | NSB                |                                                           |
| 1956 - 1969  | Theodoor Philip baron Mackay                                  |                    | was burgemeester van Rolde, werd burgemeester van Voorst  |
| 1970 - 1978  | jhr.mr. Louis Pierre Quarles van Ufford                       | CHU                | was burgemeester van Nisse, werd burgemeester van Dalfsen |
| 1979 - 1985  | J.E. de Boer                                                  | CHU / CDA          | was burgemeester van Marken, werd burgemeester van Heerde |
| 1986 - 2004  | mr. Alphert Willem Jabes van Beeck Calkoen                    | CDA                | was burgemeester van Baflo                                |